# Automobile Fore Carriage Company
Automobile Fore Carriage Company war ein US-amerikanischer Hersteller von Automobilen.

## Unternehmensgeschichte
H. Bergholtz, J. W. S. Langeman, W. Haxelton, F. H. Rosse und E. J. Paterson gründeten im Februar 1900 das Unternehmen in West Virginia. Büro und Werk befanden sich allerdings in New York City. Sie erwarben Patentrechte von Kühlstein aus Deutschland und begannen so mit der Produktion von Automobilen. Der Markenname lautete Automobile Fore Carriage. Im gleichen Jahr endete die Produktion.

## Fahrzeuge
Im Prinzip waren es Antriebseinheiten, die aus Vorderachse, Motor und Kraftübertragung bestanden. Sie wurden (überwiegend) in Pferdewagen eingebaut, denen die Deichsel entfernt wurde. Zwei Komplettfahrzeuge sind ebenfalls überliefert.